# Fallicambarus burrisi
Fallicambarus burrisi är en kräftdjursart som beskrevs av Fitzpatrick 1987. Fallicambarus burrisi ingår i släktet Fallicambarus och familjen Cambaridae. IUCN kategoriserar arten globalt som otillräckligt studerad. Inga underarter finns listade i Catalogue of Life.